# Right Side
Right Side è un singolo del rapper statunitense L8LOOMER, pubblicato il 13 giugno 2017.
Il singolo vede la collaborazione della rapper Doja Cat.